# Павлов, Прокофий Яковлевич
Проко́фий Я́ковлевич Па́влов (1796 — 15 марта 1868) — русский военачальник, генерал-лейтенант (6 декабря 1853), герой Крымской войны.

## Биография
Поступив на службу из бывшего Дворянского полка в Могилёвский пехотный полк в 1824 году, Прокофий Яковлевич Павлов участвовал в русско-турецкой войне 1828—1829 гг. За отличие при осаде Варны его наградили 22 августа 1828 года орденом Святого Георгия 4-го класса.
Павлов принимал участие в подавлении Польского восстания 1830-1831 годов.
В 1834 году произведён в полковники и назначен командиром Томского егерского полка. В 1839 году занял должность командира Либавского пехотного полка.
С производством 25 июня 1845 года в генерал-майоры, Павлов командовал бригадами пехотных дивизий: 1-й — в 15-й дивизии и 2-й — в 10-й дивизии (с 1847 года). Также в 1847 году занимал место командующего запасной дивизией 6-го пехотного корпуса.
После участия в Венгерском походе 1849 года (причём, Павлов находился в делах при Быстрице, Серете, Фальве, Сас-Регене), он стал командующим 11-й пехотной дивизией. 6 декабря 1853 года Павлов был произведён в генерал-лейтенанты и во главе этой дивизии принял участие в Крымской войне: сперва на Дунайском её театре, a затем в Крыму. На Дунае он сражался под Ольтеницей и Силистрией, а в Крыму командовал левой колонной в Инкерманском сражении. При штурме Севастополя 6 июня 1855 г., во главе Якутского пехотного полка, Павлов выбил французов, прорвавшихся через батарею Жерве, с Корабельной стороны. В день последнего штурма Севастополя, 27 августа 1855 г., он начальствовал войсками 3-го отделения. За отличие при защите Севастополя Павлов был награждён 30 сентября 1855 года орденом Святого Георгия 3-го класса.
По окончании Крымской войны был начальником 17-й пехотной дивизии и командиром резервной дивизии 4-го армейского корпуса. В 1856 году был отчислен по армейской пехоте в запасные войска.
Похоронен Прокофий Яковлевич Павлов на кладбище Куле в городе Ченстохова.

## Награды
- Орден Святого Георгия 4-й степени за отличие при осаде Варны (22.08.1828, по списку кавалеров императорских орденов)
- Орден Святого Владимира 4-й степени (13.01.1830)
- Знак отличия за военное достоинство 3-й степени (1831)
- Орден Святой Анны 2-й степени (20.11.1837)
- Орден Святого Станислава 2-й степени (11.01.1841)
- Императорская корона к ордену Святой Анны 2-й степени (21.02.1844)
- Орден Святого Станислава 1-й степени за отличие в Венгерском походе (20.11.1849)
- Орден Святой Анны 1-й степени (02.12.1851)
- Императорская корона и мечи к ордену Святой Анны 1-й степени (1855)
- Орден Святого Георгия 3-й степени за отличие при обороне Севастополя (30.09.1855)